# Euphorbia distinctissima
Euphorbia distinctissima ist eine Pflanzenart aus der Gattung Wolfsmilch (Euphorbia) in der Familie der Wolfsmilchgewächse (Euphorbiaceae).

## Beschreibung
Die sukkulente Euphorbia distinctissima bildet kleine Sträucher mit einer Wuchshöhe von bis zu 25 Zentimeter aus. Aus der Basis entspringt eine Vielzahl an Trieben und es werden große kompakte Gebüsche gebildet. An den stielrunden Trieben sind in drei bis fünf spiraligen Reihen runde Warzen angeordnet. Die verkehrt dreieckigen Dornschildchen werden bis 7,5 Millimeter lang und 2,5 Millimeter breit. Sie stehen einzeln. Die weit ausgebreiteten Dornen werden 4 Millimeter lang, die Nebenblattdornen bis 2,5 Millimeter lang.
Der Blütenstand besteht aus einzelnen und einfachen Cymen. Die Blütenstandstiele werden bis 3 Millimeter lang und die Cyathien erreichen einen  Durchmesser von 3,5 Millimeter. Die elliptischen Nektardrüsen sind gelb gefärbt und berühren sich. Die stumpf gelappte Frucht wird 3 Millimeter lang und 3,5 Millimeter breit. Sie ist nahezu sitzend. Der eiförmige Samen wird 1,8 Millimeter lang und 1,3 Millimeter breit. Die Oberfläche ist mit Warzen besetzt.

## Verbreitung und Systematik
Euphorbia distinctissima ist im Norden von Sambia auf kleinen Felshügeln in Höhenlagen von 1500 Meter verbreitet.
Die Erstbeschreibung der Art erfolgte 1992 durch Leslie Charles Leach.